# Acutissimin A
Acutissimin A es un flavono-elagitanino, un tipo de tanino formado a partir de la vinculación de un flavonoide con un elagitanino.
En 2003, los científicos del Institut Européen de Chimie et Biologie en Pessac, Francia descubrieron que cuando el tanino del roble vescalagina interactúa con un flavonoide en el vino se crea acutissimin A. En estudios separados este compuesto fenólico natural ha demostrado ser 250 veces más eficaz que el fármaco etopósido en detener el crecimiento de tumores cancerosos